# Grand-Pont (Lausanne)
Pour les articles homonymes, voir Grand Pont.
 Le Grand-Pont, élément essentiel du système routier dit « ceinture Pichard », à Lausanne, est un ouvrage d’art franchissant la vallée du Flon.

## Situation
Desservant le centre-ville, le Grand-Pont offre un débouché à la place Saint-François et rejoint l'avenue du Grand-Pont et la place Bel-Air au nord-ouest. Il enjambe la rue Centrale.
Avec l’arrivée du Tramway lausannois, la municipalité de Lausanne a affiché sa volonté de piétonniser en partie le Grand Pont en y supprimant le TIM (trafic individuel motorisé) à l’horizon 2026.   

## Histoire

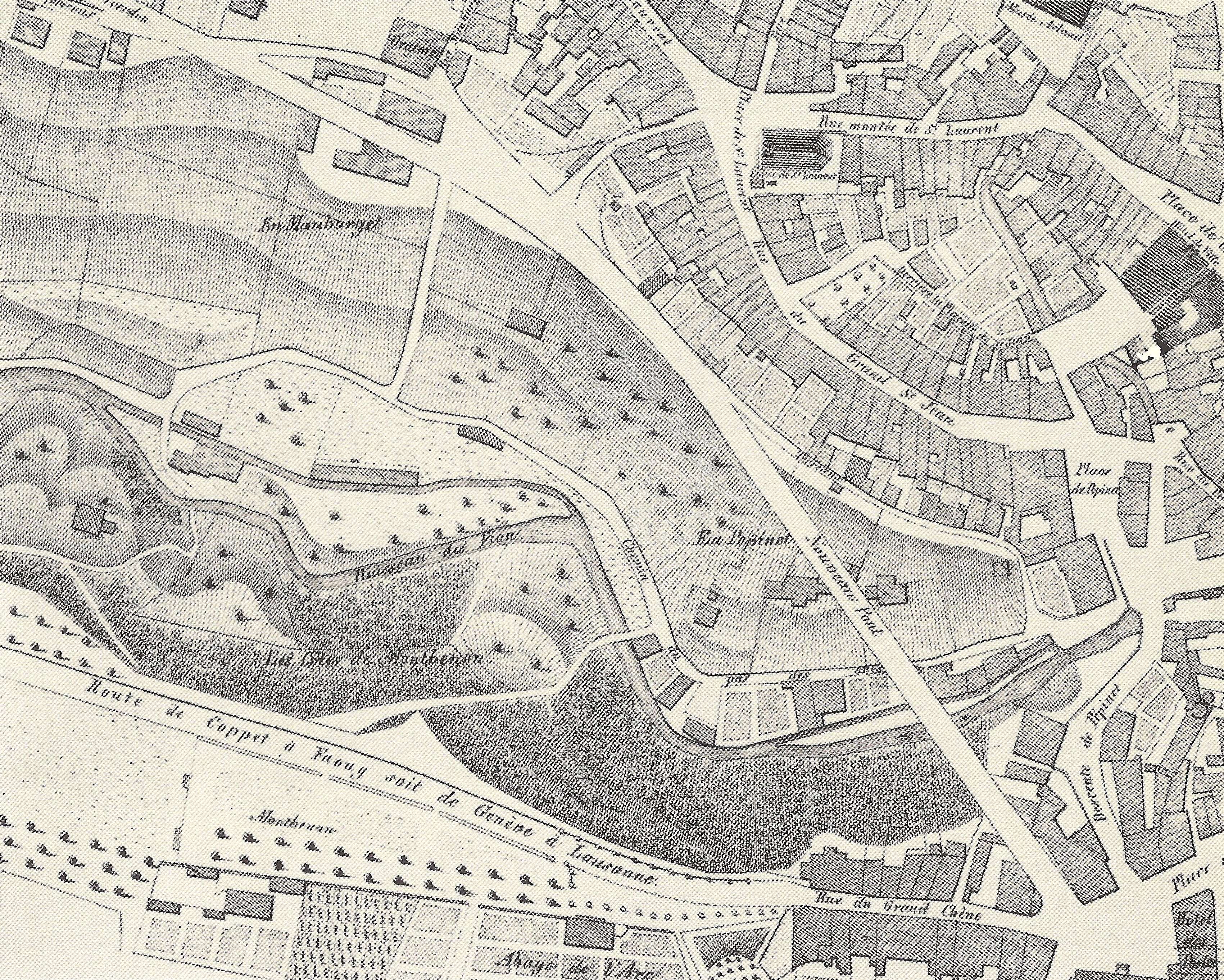
Vallée du Flon en 1853. Le Grand-Pont est désigné Nouveau Pont. Notez le Flon qui coule encore à l'air libre.

### Projets
Lausanne, carrefour de grandes voies internationales vers l’Italie, la France et l’Allemagne, est implantée sur un territoire comportant plusieurs collines et ravins profonds qui constituent autant d’obstacles à la circulation. Avant le XIXe siècle, la traversée de la ville se fait par des rues souvent étroites et à fortes pentes. Au début du XIXe siècle, on prend conscience que de nouvelles voies de communication aideraient au développement socio-économique de la ville. En 1836, Adrien Pichard, ingénieur cantonal vaudois, conçoit ce qu’il appelle la « traversée de Lausanne ». Il propose de créer un boulevard annulaire, qui envelopperait la cité médiévale et sur lequel viendraient se greffer les grandes artères internationales. Ces nouvelles voies hors les murs offriraient des rampes à faible dénivellation et seraient complétées par deux importants ouvrages d’art : un tunnel sous la Barre et un pont sur le Flon, qui relierait l'est et l'ouest de la ville.
Pour le pont, Pichard élabore de nombreux projets pour des emplacements différents, avec un nombre variable d’arches, en arc en plein cintre ou en arc brisé, disposées sur un ou deux niveaux, pour un pont au tracé courbe, pour un pont en pente, et même un pont suspendu à des câbles en fil de fer. En définitive, on se détermine pour un pont horizontal en pierre, à deux étages d’arches superposées, car la ville de Lausanne prend en charge le surcoût pour un pont de niveau.

### Construction du pont
La mise en route du chantier est quelque peu retardée, certains députés au Grand Conseil contestant les études effectuées et demandant une mise au concours afin d’élargir le champ d’investigation. Les travaux débutent en 1839. Mais Pichard meurt deux ans plus tard, en 1841. Son adjoint, l'ingénieur William Fraisse, lui succède alors au poste d’ingénieur cantonal, mais c’est l'architecte Henri Perregaux qui est chargé d’achever le Grand-Pont. Le 6 octobre 1844, l’inauguration a lieu sans cérémonie particulière car on craint une surcharge des arches toutes nouvelles par des mouvements de foule. Seule la diligence qui s’élance sur le nouvel ouvrage d’art est fleurie pour l’occasion.
Le coût de la construction aura été de 407 000 francs, (130 000 francs supportés par la ville de Lausanne, le reste à la charge du canton de Vaud).
Cet ouvrage d’art, initialement appelé « pont neuf », ou « pont de Pépinet », prend le nom de « pont Pichard » à la suite d’une pétition de citoyens et d’une campagne de presse menée en 1845 par le Nouvelliste vaudois. Durant le premier quart du XXe siècle cet imposant ouvrage prend définitivement le nom de « Grand Pont ».
Cet évènement suscita au poète vaudois Jean-Jacques Porchat quelques rimes en l'honneur du nouveau pont.  
D'arceaux puissants voyez ce double étage 

Unir deux Saints trop longtemps séparés,

J'entends leurs voix divines 

Chanter aux deux collines.

Pour assurer le bonheur humain,

Entre eux il faut aplanir les chemins.

De St-Laurent, l'amant voyant sa belle

À Montbenon passer comme un zéphir,

Il accourait, mais le coteau rebelle 

Gênait sa marche et trompait son désir.

O ! peine superflue !

La belle est disparue.

Pour assurer le bonheur humain,

Entre eux il faut aplanir les chemins.

Vins de Lavaux, sa richesse et sa gloire,

Vous voiturer demandait trop d'efforts,

Plus d'un voisin renonçait à vous boire,

La route est libre, allez quittez ces bords,

De nos amis et frères,

Allez remplir les verres,

Pour assurer le bonheur humain,

Entre eux, il faut aplanir les chemins

### Caractéristiques initiales

Le Grand-Pont avec ses deux niveaux d'arches, avant le comblement du vallon du Flon entre 1874 et 1876.

À l'origine, le pont comptait 19 arches supérieures et 6 arches inférieures (dont une pour laisser passer le Flon, une autre le canal des Moulins et une troisième le chemin du Pas-des-Ânes).
Les piles, construites selon une technique déjà pratiquée depuis l’époque romaine, comportent un parement en pierre de taille de Meillerie (moellons grossièrement taillés, de grandeur variable, appareillées en assises régulières), et d’un remplissage constitué de mortier et de pierres cassées. Les culées sont formées d'un massif de maçonnerie permettant l’appui des arches.
Initialement d’une hauteur de 25 m au-dessus du Flon, il mesure, culées comprises, 175 m de longueur. Il y a une ouverture de 7.20 m des arches. Le tablier a une largeur de 10 m, occupés sur 6.60 m par la route, de chaque côté de laquelle sont placés des trottoirs de 1.40 m, des garde-corps en fonte d'une hauteur de 1.20 m et 14 candélabres. Pour des raisons d’économie, ce pont ne devait avoir initialement qu’un seul trottoir, mais les experts unanimes en imposent deux. Initialement, seuls les trottoirs sont garnis d’une couche d’asphalte mêlée de gravier ; la surface de roulement de la route était, quant à elle, révolutionnaire pour l’époque, l’un des premières expériences de ce type dans la région. formée d’une couche cailloutis à la MacAdam, fortement tassée par un rouleau compresseur.
Les arches lui donnant un air simple et sévère, un soin particulier a été prêté aux aspects esthétiques et décoratifs. La question de la balustrade a même été une affaire majeure, nécessitant à plusieurs reprises le déplacement du Conseil d'État in corpore. Le parapet était composé de bahuts de marbre de Saint-Triphon, situés à la verticale de chaque pile, entre lesquels courait une balustrade en fer fondu qui correspondait exactement aux vides des arches. Quatre dés de marbre surmontaient les piliers des culées. Un long mur d’accompagnement continuait le pont au nord-ouest, du côté de la place Bel-Air. Les bandeaux de voûte faisait assez peu ressortir les arches, mais l’ensemble des corniches, les consoles régulièrement espacées et les gargouilles donnaient à l'époque beaucoup de relief à l’ouvrage. Celui-ci, marquant fortement la physionomie de Lausanne, est rapidement devenu une importante curiosité touristique et a été souvent illustré par des gravures, puis des photographies.

### Comblement de la vallée du Flon

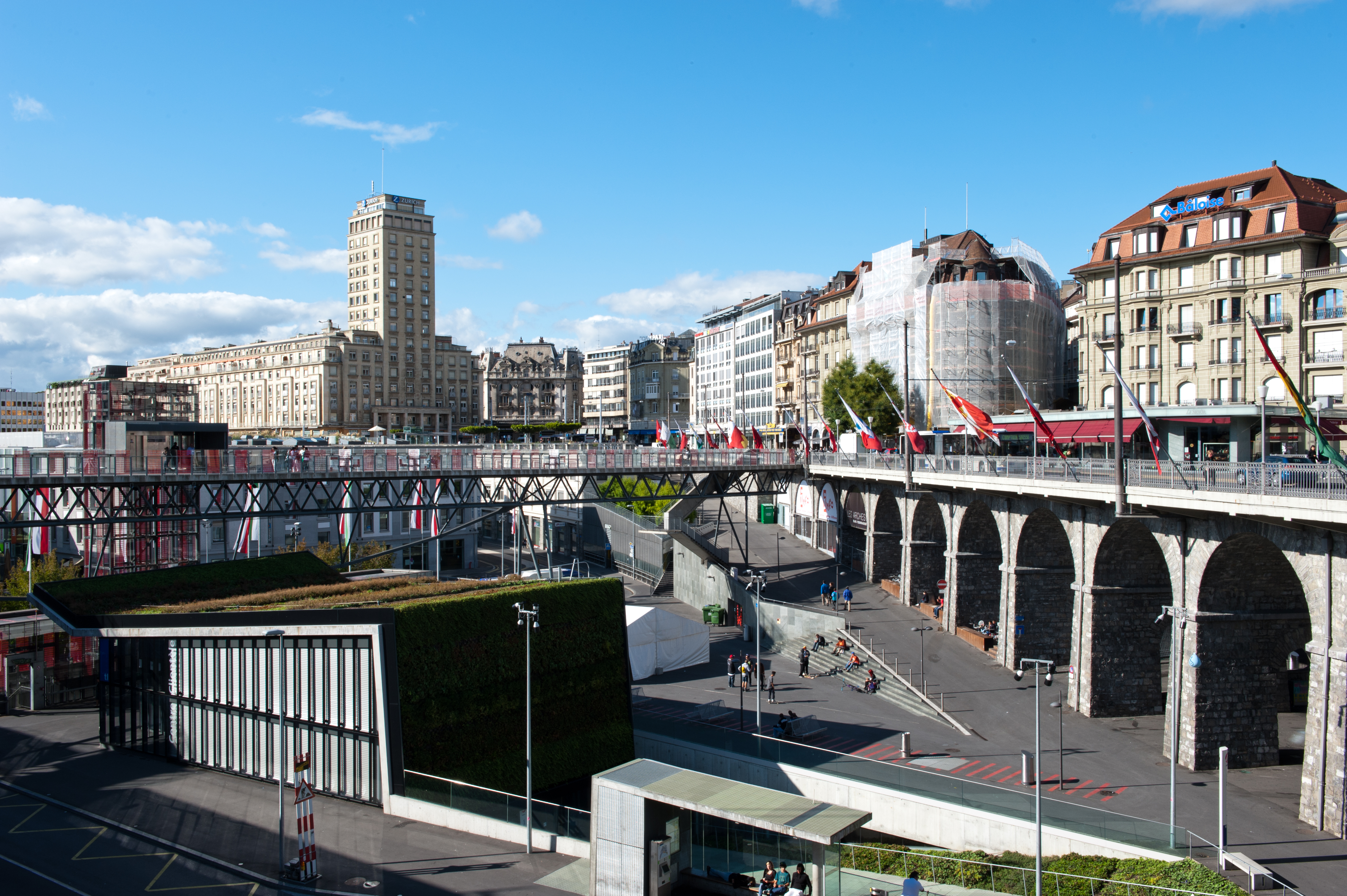
La Tour de Bel-Air, le Flon et le Grand-Pont.

À la suite d'une épidémie de choléra en 1832 et en raison de l'urbanisation croissante de la ville, le Flon est dès 1836 progressivement canalisé sur son tronçon lausannois, puis enfoui. Ainsi, en 1874-1876, le vallon du Flon est comblé jusqu’au deuxième rang d’arches du pont par les déblais résultant de la construction d’un funiculaire jusqu’à Ouchy. La hauteur du Grand-Pont passe de 25 à 13 m. 

### Premier élargissement (1892)
En 1892, vu l'important accroissement de la population de la ville, le Grand-Pont doit être élargi. On étend les trottoirs sur des encorbellements métalliques, au moyen de fers Zorès transversaux ancrés, sur lesquels reposent des aires de béton, du carrelage en ciment et des poutrelles métalliques présentant l’aspect d’arcs évidés. Ces derniers s’appuient sur des panneaux pleins reliant la double console, initialement destinés à supporter des écussons et autres décorations qui ne verront jamais le jour, par manque d'argent. Les garde-corps d'origine, les gargouilles, les consoles et les dés en pierre de taille sont remplacés par de nouveaux garde-corps, en fonte, mesurant 1.10 m de haut. Ils ont été dessinés par les architectes Bezencenet & Girardet et réalisés par l'entreprise Louis Fatio. La largeur du pont passe de 10 à 12.80 m. 
Les garde-corps d'origine, après quelques années passés au Pré Panchaud, sont placés vers 1900 au sud de la place du Tunnel, scellés sur le couronnement du mur de contention qui domine la rue des Deux-Marchés et en partie aussi à la placette André Bonnard, derrière le bâtiment du Grand Conseil.
Le premier tramway franchit le Grand-Pont le 1er septembre 1896.

### Deuxième élargissement (1933)
Les voies du tramway, datant de 1904, doivent être changées et la ville en profite pour élargir à nouveau le pont. L'élargissement de 7 m initialement prévu rencontre des problèmes, liés notamment aux retards rencontrés par les expropriations. Il est alors décidé de n'élargir le pont que de 2 m. Le Grand-Pont a alors une largeur de 15,30 m : 8 m pour la chaussée, 3 m pour le trottoir sud et 4 m pour le trottoir nord.

### Restauration (1994-1996)
En 1994, les joints de parement sont dans un état d'usure avancé et l’on note en outre que la pierre de Meillerie s’altère lentement, l’ouvrage souffrant depuis des années des conséquences des conditions atmosphériques et de la pollution. Les six ateliers et dépôts situés sous les arches ont de plus passablement endommagé la maçonnerie. Les ingénieurs Pascal Guex et Eric Studer portent la responsabilité du projet.
Le conseil communal accorde un crédit de 1 200 000 CHF pour la réfection du pont. Une demande de subvention, adressée à la Section des monuments historiques du canton de Vaud, est toutefois refusée, l'aspect du pont étant trouvé trop éloigné de celui d'origine. Le Grand-Pont est néanmoins mis en note 2 à l’inventaire cantonal des constructions d’importance régionale.
En 1995, au début des travaux, il apparaît que 500 moellons doivent être changés au lieu des 50 initialement prévus. La totalité de la maçonnerie, environ 5 600 m2, est nettoyée par sablage humide, permettant d’enlever la croûte de saleté, et de redonner au pont son aspect d’origine. Quinze kilomètres de joints, sur les 42 que comporte l’ouvrage, sont de plus remplacés.
Il est dorénavant prévu d'effectuer un entretien tous les cinq ans, pour éviter que le pont noircisse à nouveau. En outre, un concours, lancé pour le remplacement des garde-corps a retenu en 2005 le projet Catalpa des architectes bernois Schenker, Stuber & von Tscharner, qui a été proposé à la municipalité.

### Travaux en 2022 et fermeture temporaire
De mi-janvier au 2 décembre 2022, le Grand-Pont devant être assaini, il a été fermé la circulation. Le tablier du pont a été démoli et reconstruit, permettant notamment de régler les importants problèmes d'étanchéité. Les maçonneries ont été traitées et les garde-corps remis à neuf, de même que les mâts de drapeaux et l'éclairage public dont la consommation d'énergie a été réduite de près de 75 %. Le tout a représenté quelque 30 000 heures de travail pour un budget de 11,5 millions de francs. Durant les travaux, pour les traversées à pied et à vélo, une passerelle a été construite en parallèle du pont, qui a été démontée après sa réouverture.

### Reconstruction du tablier en béton précontraint de 2022
Dans le cadre du nouveau projet de tram à Lausanne, un projet d’élargissement du Grand-Pont est établi en 2011 par l’association d’ingénieurs IG Grand-Pont composée des bureaux Bächtold & Moor AG et INGPHI SA. Cependant, le projet de tram soulevant plusieurs oppositions a été interrompu pendant plusieurs années.
Une campagne d’inspection et d’investigations en 2020 a montré que les dégradations des encorbellements en béton s’étaient accélérées. En effet, en 2011, l’ouvrage était classé en état 2 à 3 (état acceptable à détérioré) selon la classification de l’OFROU et en 2020, il a été classé en état 3 à 4 (état détérioré à mauvais état). Les sommiers transversaux doubles, de même que les dalles en béton armé, ont été classés en état 4 à cause des éclatements de béton et de la corrosion avancée de nombreuses barres d’armature.
La réfection du Grand-Pont a consisté à démolir les encorbellements de 1933 et la dalle de chaussée et à les remplacer par une nouvelle dalle en béton précontraint, disposée sur l’ensemble des dix-neuf voûtes. La nouvelle dalle a été conçue pour reposer au-dessus des voûtes en maçonnerie, afin de les protéger, tout en les mettant en valeur visuellement sans en perturber le rythme. En effet, toutes les entretoises transversales sont supprimées. La dalle continue et lisse prend appui sur les voûtes en maçonnerie existantes et se prolonge en porte-à-faux de part et d’autre des murs tympans pour se terminer par de fines bordures en composite cimentaire fibré ultra-performant (CFUP).
L’ouvrage étant inscrit à l’inventaire des monuments historiques, le projet a été accompagné par les Services du patrimoine de la Ville de Lausanne et du Canton de Vaud. L’ensemble bordure, garde-corps, candélabre, porte-drapeau et mâts TL a d’ailleurs fait l’objet de plusieurs variantes afin d’arriver à satisfaire toutes les exigences dans un dessin.

### Drame de 2003
Le 8 juillet 2003 vers 12h30, une voiture fait irruption sur le trottoir Place Saint-François et parcourt celui-ci à au moins 50 km/h, fauchant 10 personnes dans son embardée. Arrivé au niveau du pont, le véhicule transperce la barrière de sécurité et s'immobilise sur le toit en contrebas sur la Rue Centrale après une chute de plus de 10 mètres et une glissade, entraînant une partie des victimes dans le vide.
Sur les 10 personnes percutées par le véhicule, 2 meurent sur le coup et une périt de ses blessures plus tard dans la soirée. Une majorité des survivants s'en sort avec des blessures sévères.
L'enquête nie la possibilité d'un accident et mène à l'internement de l'homme au volant.

## Passerelles du Grand-Pont à l'esplanade de Montbenon
En 1960, une passerelle est construite et ouverte au public le 2 août 1960 pour faciliter la circulation piétonne. Elle relie alors le Grand-Pont à l'immeuble qui abrite le parking Saint-François et les ascenseurs pour descendre à la station du métro Lausanne-Ouchy du côté de l'esplanade de Montbenon,. En 2000, une nouvelle passerelle avec un escalier et deux ascenseurs en son centre est construite et mise en fonction au mois de mai, qui coïncide avec l'inauguration de la nouvelle gare de Lausanne-Flon et l'arrivée du LEB. Par rapport à l'ancienne, cette nouvelle passerelle est décalée d'une vingtaine de mètres du côté de la place de Bel-Air, en face de la rue Pichard. Elle a l'avantage d'être plate contrairement à l'ancienne qui a un dénivelé de plus d'un mètre. Du 23 au 25 octobre 2000, l'ancienne passerelle, qui devait être temporaire le temps de l'Expo 64, est détruite. Du 19 au 21 juillet 2002, dans le cadre de la construction de la Ligne M2 du métro de Lausanne, l'immeuble No 2 de l'avenue Jean-Jacques Mercier, qui soutenait l'ancienne passerelle, est détruit pour faire place au point de vente des Transports publics de la région lausannoise, inauguré en 2008. L'immeuble avait été construit en 1914 et abritait également des commerces.